# FK Dněpr Mohylev
FK Dněpr Mohylev, bělorusky ФК Дняпро Магілёў, je běloruský fotbalový klub z třetího největšího běloruského města Mohylev. Založen byl roku 1960. Jednou se stal mistrem Běloruska (1998).

## Historické názvy
- 1960: Knimik Mohylev
- 1963: Spartak Mohylev
- 1973: Dněpr Mogilev
- 1998: Dněpr-Transmash Mohylev (po sloučení s FC Transmash)
- 2006: Dněpr Mohylev

## Kompletní výsledky v evropských pohárech
| Sezóna    | Soutěž | Kolo  |           | Soupeř         | Doma | Venku |
| --------- | ------ | ----- | --------- | -------------- | ---- | ----- |
| 1999-2000 | LM     | 2.př. | Švédsko   | AIK Stockholm  | 0-1  | 0-2   |
| 2010-2011 | EL     | 1.př. | Albánie   | KF Laçi        | 7-1  | 1-1   |
| 2010-2011 | EL     | 2.př. | Norsko    | Stabæk Fotball | 1-1  | 2-2   |
| 2010-2011 | EL     | 3.př. | Česko     | Baník Ostrava  | 1-0  | 2-1   |
| 2010-2011 | EL     | 4.př. | Španělsko | Villarreal CF  | 1-2  | 0-5   |